# Segelfluggelände Garbenheimer Wiesen

i7
i11
i13
Das Segelfluggelände Garbenheimer Wiesen liegt im Ortsteil Garbenheim der Stadt Wetzlar im Lahn-Dill-Kreis in Hessen, etwa 3 km nordöstlich des Zentrums von Wetzlar.

## Flugbetrieb
Das Segelfluggelände ist mit einer westlich gelegenen, 250 m langen und 30 m breiten Start- und Landebahn aus Gras (Richtung 08) und einer östlich gelegenen, 250 m langen und 30 m breiten Start- und Landebahn aus Gras (Richtung 25) ausgestattet. Es besitzt eine Betriebszulassung für Segelflugzeuge, Motorsegler und Flugzeuge, soweit sie bestimmungsgemäß zum Schleppen von Segelflugzeugen und nicht selbststartfähigen Motorseglern eingesetzt werden. Als Startarten sind Windenstart, Flugzeugschleppstart und Autoschleppstart zugelassen. Die Länge der Seilauslegestrecke beträgt 1400–1600 m. Der Halter und Betreiber des Segelfluggeländes ist der Wetzlarer Verein für Luftfahrt e. V.

## Geschichte
Der Wetzlarer Verein für Luftfahrt e. V. wurde am 9. Januar 1929 gegründet. Das Segelfluggelände Garbenheimer Wiesen wurde 1952 in Betrieb genommen.